# III-divisioona 2013
La III-divisioona 2013 è stata la 3ª edizione (a 7 giocatori) del campionato di football americano di quarto livello, organizzato dalla SAJL.

## Squadre partecipanti
| Club               | Città     | Stadio | Sponsor ufficiale | Risultato nella stagione 2012 |
| ------------------ | --------- | ------ | ----------------- | ----------------------------- |
| Joensuu Wolves     | Joensuu   |        |                   |                               |
| Malmi Blaze        | Helsinki  |        |                   |                               |
| Milky City Farmers | Kiuruvesi |        |                   |                               |
| Nokia Hunters      | Nokia     |        |                   |                               |
| Vaasa Vikings      | Vaasa     |        |                   |                               |

## Stagione regolare

### Calendario

#### 1ª giornata
| Iisalmi 30 marzo 2013, ore 18:30 | Joensuu Wolves | 18 – 20 | Nokia Hunters | Iisalmen jalkapallohalli |

| Iisalmi 30 marzo 2013, ore 19:45 | Milky City Farmers | 22 – 32 | Joensuu Wolves | Iisalmen jalkapallohalli |

| Iisalmi 30 marzo 2013, ore 21:00 | Nokia Hunters | 32 – 6 | Milky City Farmers | Iisalmen jalkapallohalli |

#### 2ª giornata
| Nokia 8 giugno 2013, ore 13:00 | Malmi Blaze | 2 – 12 | Nokia Hunters |  |

| Nokia 8 giugno 2013, ore 14:15 | Vaasa Vikings | 40 – 14 | Milky City Farmers |  |

| Nokia 8 giugno 2013, ore 15:30 | Milky City Farmers | 34 – 0 | Malmi Blaze |  |

| Nokia 8 giugno 2013, ore 16:45 | Nokia Hunters | 14 – 28 | Vaasa Vikings |  |

#### 3ª giornata
| Helsinki 15 giugno 2013, ore 15:00 | Joensuu Wolves | 20 – 20 | Malmi Blaze | Aava Areena |

| Helsinki 15 giugno 2013, ore 16:30 | Vaasa Vikings | 50 – 6 | Joensuu Wolves | Aava Areena |

| Helsinki 15 giugno 2013, ore 18:00 | Malmi Blaze | 16 – 34 | Vaasa Vikings | Aava Areena |

### Classifica
La classifica della regular season è la seguente:
- PCT = percentuale di vittorie, G = partite giocate, V = partite vinte, P = partite perse, PF = punti fatti, PS = punti subiti

| Pos. | Squadra            | PCT   | G | V | N | P | PF  | PS  |
| ---- | ------------------ | ----- | - | - | - | - | --- | --- |
| 1    | Vaasa Vikings      | 1.000 | 4 | 4 | 0 | 0 | 152 | 50  |
| 2    | Nokia Hunters      | .750  | 4 | 3 | 0 | 1 | 78  | 54  |
| 3    | Joensuu Wolves     | .375  | 4 | 1 | 1 | 2 | 76  | 112 |
| 4    | Milky City Farmers | .250  | 4 | 1 | 0 | 3 | 76  | 104 |
| 5    | Malmi Blaze        | .125  | 4 | 0 | 1 | 3 | 38  | 100 |

## Playoff

### Tabellone
|  | Semifinali | Semifinali         | Semifinali |     |   | I Äijämalja     | I Äijämalja        | I Äijämalja     |  |
|  |            |                    |            |     |   |                 |                    |                 |  |
|  | 1          | Vaasa Vikings      | v          |     |   |                 |                    |                 |  |
|  | 1          | Vaasa Vikings      | v          |     |   |                 |                    |                 |  |
|  | 4          | Milky City Farmers | p          |     |   |                 |                    |                 |  |
|  | 4          | Milky City Farmers | p          |     | 1 | Vaasa Vikings   | v                  |                 |  |
|  |            |                    |            |     | 1 | Vaasa Vikings   | v                  |                 |  |
|  |            |                    |            | TBD | p |                 |                    |                 |  |
|  | 2          | Nokia Hunters      |            | TBD | p |                 |                    |                 |  |
|  | 2          | Nokia Hunters      |            |     |   |                 |                    |                 |  |
|  | 3          | Joensuu Wolves     |            |     |   | Finale 3º posto | Finale 3º posto    | Finale 3º posto |  |
|  | 3          | Joensuu Wolves     |            |     |   |                 |                    |                 |  |
|  |            |                    |            |     |   |                 |                    |                 |  |
|  |            |                    |            |     |   | 4               | Milky City Farmers |                 |  |
|  |            |                    |            |     |   | 4               | Milky City Farmers |                 |  |
|  |            |                    |            |     |   |                 | TBD                |                 |  |

### Semifinali
| Korsholm 29 giugno 2013, ore 11:00 | Vaasa Vikings | v – p | Milky City Farmers | Botniahallin ulkokeinonurmi |

| Korsholm 29 giugno 2013, ore 12:15 | Nokia Hunters | – | Joensuu Wolves | Botniahallin ulkokeinonurmi |

### Finale 3º - 4º posto
| Korsholm 29 giugno 2013, ore 13:30 | Milky City Farmers | – | TBD | Botniahallin ulkokeinonurmi |

### I Äijämalja
| Korsholm 29 giugno 2013, ore 14:45 | Vaasa Vikings | v – p | TBD | Botniahallin ulkokeinonurmi |

## Verdetti
- Vaasa Vikings Vincitori dell'Äijämalja 2013